# Adult Industry Medical Health Care Foundation
Die Adult Industry Medical Health Care Foundation (auch kurz AIM) war eine US-amerikanische Non-Profit-Organisation, die regelmäßig ca. 1200 Pornodarsteller auf sexuell übertragbare Krankheiten, insbesondere eine HIV-Infektion, untersucht hatte, und überdies Therapien für Alkohol-, Drogen- und Partnerschaftsprobleme anbot. Sitz der AIM Health Care Foundation war Los Angeles, wo sich im San Fernando Valley (San-Fernando-Tal) das Zentrum der amerikanischen Pornoindustrie befindet. Aufgrund von Selbstverpflichtungen der größeren Produktionsunternehmen der Pornofilmbranche konnten Darsteller in den USA ohne das von der Foundation ausgestellte Zertifikat eines negativen HIV-Tests de facto nicht arbeiten, da die Produzenten sie ohne dieses Zertifikat nicht akzeptierten. Die AIM hat hierbei die schriftliche Befürwortung der Gesundheitsbehörde der Stadt Los Angeles.

## Geschichte
In den 1980er-Jahren verursachte die Ausbreitung von AIDS eine Reihe von Todesfällen unter Pornodarstellern. 1998 infizierte der Darsteller Marc Wallice sechs Kolleginnen mit HIV. Dies führte im selben Jahr zur Gründung der Organisation. Gründerin der Stiftung ist Sharon Mitchell, eine ehemalige Pornodarstellerin, die in über 2000 Filmen mitwirkte und nach ihrer Karriere Gesundheitswissenschaften (Magister) und Sexualwissenschaften (Ph. D.) an der American University of Sexologists studierte. Die AIM half, in den USA ein System zu etablieren, in dem Darsteller monatlich auf HIV-Infektionen untersucht werden. Jeder Darsteller und jeder sexuelle Kontakt der Darsteller wird registriert. Ein positives Testergebnis hat zur Folge, dass alle Sexualpartner der letzten sechs Monate kontaktiert und erneut getestet werden. Das System hat eine niedrigere Übertragungsrate von HIV und eine geringere Infektionsrate unter Pornodarstellern bewirkt. Die Organisation gibt an, dass zwischen 2000 und 2004 kein Test positiv ausgefallen ist.
2004 wurde der Darsteller Darren James positiv auf HIV getestet. Um eine Ausbreitung des Virus zu verhindern, wurde eine Suche nach seinen eventuell infizierten Partnerinnen gestartet. Am Ende der Tests wurden vier infizierte Darsteller gefunden sowie ein weiterer ohne Bezug zu James. Seit seinem letzten Test hatte James offensichtlich sexuellen Kontakt mit zwölf Frauen.
Im Januar 2003 berichtete die Los Angeles Times, dass von den 483 Darstellern, die von der AIM Health Care Foundation zwischen Oktober 2001 und März 2002 getestet wurden, 40 % mindestens eine sexuell übertragbare Krankheit hatten. Nach einer Erhebung der Foundation verwendeten nur etwa 17 Prozent der Pornodarsteller Kondome, nach 2004 stieg der Wert auf 25 % (Los Angeles Times). Ein geplantes kalifornisches Gesetz, das den Kondomgebrauch für Darsteller bei der Produktion von Hardcore-Pornofilmen zur Pflicht gemacht hätte, wurde 2004 wegen des gut funktionierenden AIM-Testsystems nicht verabschiedet. Im Januar 2006 wich auch die große Produktionsfirma Vivid Entertainment Group wegen des aus ihrer Sicht effektiven AIM-Testsystems von ihrer bisherigen Praxis ab, die Darsteller bei der Produktion von Pornofilmen zum Gebrauch von Kondomen anzuhalten, und stellte die Darstellern vom Kondomgebrauch frei.
Die Rechtsgrundlage für die Tätigkeit der Tagesklinik war bisher ihre Gemeinnützigkeit und die Zulassung des Arztes, der dort arbeitete, gewesen. Im Juni 2010 wiesen die kalifornischen Behörden die AIM darauf hin, dass dieser Zustand nicht weiter haltbar wäre und sie eine entsprechende Zulassung bräuchten. Am 7. Dezember 2010 erhielt AIM den Bescheid, dass die Tagesklinik unter den derzeitigen Bedingungen keine Lizenz bekommen werde, und am 9. Dezember wurde sie geschlossen. Die Tagesklinik wurde daraufhin Anfang 2011 privatrechtlich als AIM Medical Associates P.C. weitergeführt. Im Mai 2011 wurde  wegen eines schweren Datenschutzverstoßes, bei dem private und vertrauliche Informationen von rund 12.000 Pornodarstellern veröffentlicht wurden, Insolvenz beantragt und der Betrieb endgültig eingestellt.
Der Grund für den Geschäftszusammenbruch der AIM bestand in dem Umstand, dass das Geschäftsmodell darauf aufbaute, die Testergebnisse und Gesundheitsdaten nicht nur den getesteten Pornodarstellern zur Verfügung zu stellen, welche dann eigenverantwortlich diese Daten an jene Produzenten weitergeben können mit denen die Darsteller zusammen arbeiten. Sondern eine Vielzahl von Pornoproduzenten hatten, da sie für einen Teil der Testkosten bei der AIM aufkamen, nach einer Registrierung bei der AIM auf den gesamten Gesundheitsdatenbestand aller Pornodarsteller Zugriff. Wer schlussendlich für den schweren Datenschutzverstoß durch Veröffentlichung der persönlichen Daten und der Gesundheitsdaten verantwortlich war, konnte daher nicht geklärt werden.